# John Bratby
John Randall Bratby (Wimbledon, 19 luglio 1928 – Hastings, 20 luglio 1992) è stato un pittore e scrittore britannico.

## Biografia
Primo dei due figli di George Alfred Bratby (1887-1947) e della moglie Lily Beryl Randall (1897-1945). Le origini della famiglia Bratby risiedono nel Derbyshire mentre i Randall sono una famiglia londinese. La famiglia Bratby era percorsa da una vena di instabilità mentale, il nonno di John morì in un manicomio e il padre manifestò sintomi di malattia mentale, il timore di questa eredità gravò su tutta la vita dell'artista. L'infanzia di John fu negativamente influenzata dalla mancanza di affetto, la paranoia paterna era causa di tensioni e di liti fra i genitori, più tardi i comportamenti stravaganti del padre furono grave fonte di imbarazzo per la famiglia.
A scuola il giovane John era un ragazzino timido e spesso vittima di episodi di bullismo, questo, insieme all'ambiente familiare lo portò ai primi comportamenti poco convenzionali, iniziò a scrivere racconti pornografici che rivendeva a scuola e a praticare la boxe. Fu solo a 17 anni che iniziò a mostrare un interesse per l'arte quando un suo insegnante riconobbe il potenziale di John in alcuni suoi schizzi di boxeur e lo incoraggiò a intraprendere studi specifici.
Esentato dalla leva militare a causa della sua fortissima miopia ottenne una borsa di studio per frequentare la Kingston School of Art (1947-50), qui si contraddistinse come studente estremamente timido e a volte con reazioni aggressive e poco incline alla socializzazione con i compagni, venne bocciato ad un esame intermedio ed espulso dalla scuola ma la pittura era già divenuta un'ossessione, venne ammesso alla Slade School of Fine Art ma riuscì a scambiare questo posto con un'ammissione al Royal College of Art (1951-54). Nei tre anni trascorsi al college Bratby si diede ad una vita dissoluta dissipando le sue risorse con prostitute, sfrattato, trascorse un periodo nel sottotetto della scuola e giunse fino a chiedere l'elemosina e a trascorrere le notti all'adiaccio sulle panchine di Hyde Park.
Influenzata dal realismo di Walter Sickert, l'opera di Bratby si caratterizza per i dettagli crudi e il tratto vigoroso con i quali vengono raffigurati oggetti convenzionali dell'ambiente che circondava l'artista come cestini della spazzatura e lavandini. Carel Weight che fu suo insegnante al Royal College of Arts lo riteneva lo studente con maggior talento che avesse mai avuto. Il 2 aprile 1953 sposò Jean Esme Oregon Cooke (nata nel 1927) e sua compagna di studi, scultrice e ceramista che in seguito divenne pittrice.
Al 1954 risale la sua prima mostra e l'inizio della sua fama, nello stesso anno venne esposta una sua opera presso la Royal Academy, nel 1959 ne divenne un associato e accademico nel 1971.
Nel 1956 rappresentò il Regno Unito alla biennale di Venezia insieme ad altri cosiddetti "kitchen sink painters" Edward Middleditch, Jack Smith e Derrick Greaves. Nello stesso anno una sua opera giovanile Still-Life with Chip Frier fu acquistata dalla Tate Gallery. Sue opere sono inoltre esposte al Museum of Modern Art di New York e al Victoria and Albert Museum di Londra.
Nel 1957 a Bratby viene commissionata la produzione dei quadri utilizzati per il film tratto dalla novella di Joyce Cary The Horse's Mouth con Alec Guinness come protagonista, in seguito Bratby tenne alcune mostre negli Stati Uniti. Improvvisamente, nel 1960, perse il favore della critica la cui attenzione era focalizzata sull'emergente pop art, rimase un artista conosciuto e continuò a vendere le sue opere ma la perdita di attenzione della critica gli provocò un periodo di crisi che lo portò ad abbandonare temporaneamente la pittura e a dedicarsi alla scrittura. Scrisse numerosi racconti illustrati a sfondo autobiografico a partire da Breakdown (1960) seguito da Breakfast and Elevenses (1961), Brake-Pedal Down (1962), Break 50 Kill (1963) e numerosissimi racconti brevi mai pubblicati.
Nella scrittura Bratby mostrò la stessa compulsività che lo caratterizzava nella pittura, nel 1967 iniziò una serie di ritratti, oltre 1500. Nel 1970 Bratby ebbe una crisi artistica e personale caratterizzata dall'improvviso passaggio a colori fauvisti e da comportamenti dissoluti che misero in crisi il matrimonio, nel 1974 incontrò l'attrice Patricia Prime (nata 1931) e l'anno successivo divorziò da Jean Cooke. Sposò Patricia il 4 maggio del 1977 in seguito, pur nella sua frenesia produttiva, ebbe un periodo di relativa stabilità.
Bratby morì sulla porta della sua casa di Hastings il 20 luglio del 1992.